# Jonas Källman

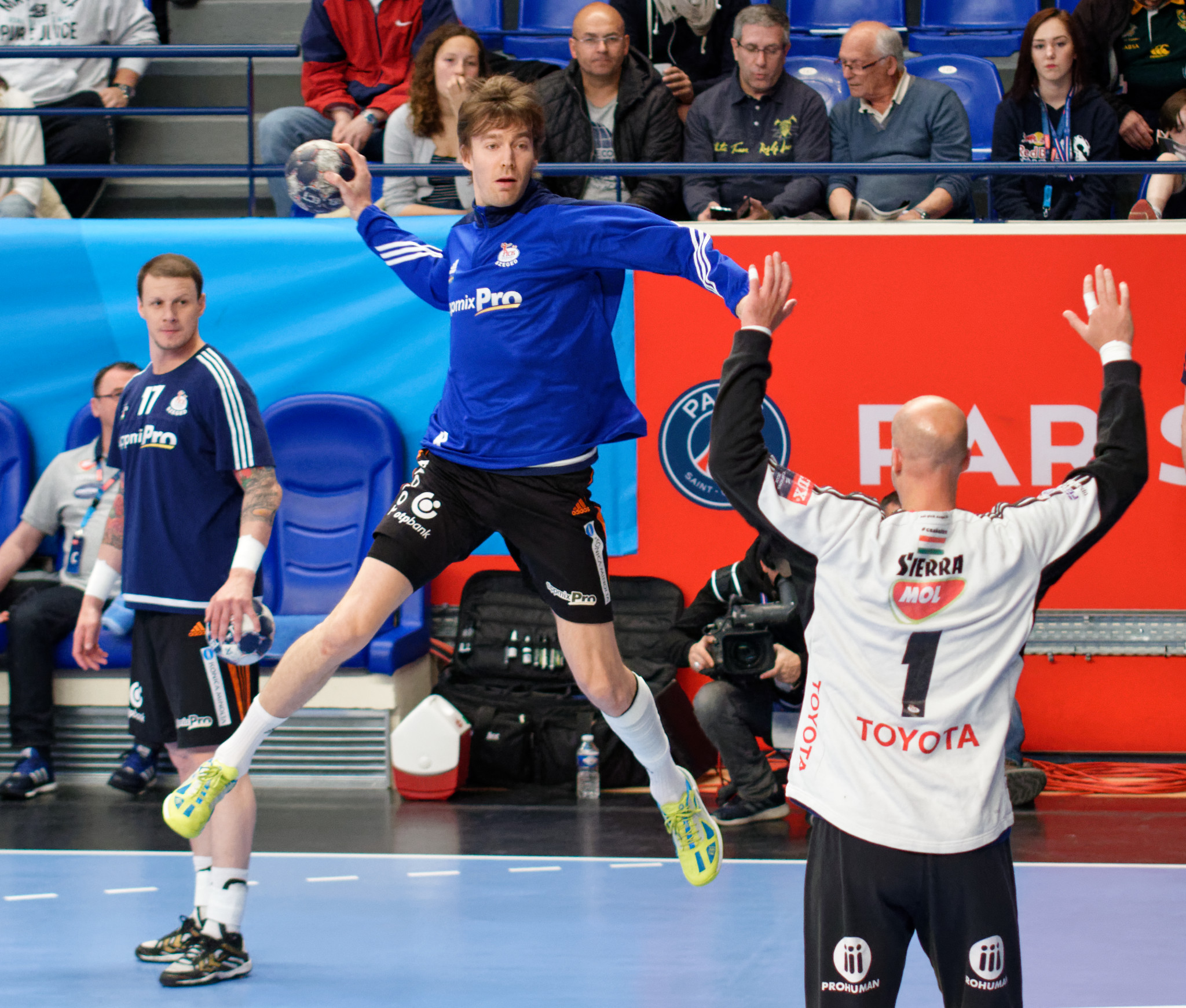
Jonas Källman, 2017.

Jonas Källman, född 17 juli 1981 i Växjö, är en svensk handbolltränare och före detta handbollsspelare (vänstersexa).

## Klubblagsspel
Jonas Källman började sin karriär i Växjö HF med att vinna USM. 2002 när han var 21 år värvades han till den spanska storklubben BM Ciudad Real, efter att första ha spelat två elitseriesäsonger i IFK Skövde Handboll. Han är en av Sveriges mest framgångsrika handbollsspelare inom klubbhandbollen internationellt under 2000-talet, då han var en nyckelspelare för det spanska stjärnlaget BM Ciudad Real (som sedermera blev BM Atlético de Madrid de två sista säsongerna). 2014-2021 spelade Källman i ungerska Pick Szeged. Han blev lagkapten för Pick Szeged och vann 2021 för andra gången ungerska mästerskapet med klubben. Juli 2021 meddelades att han skrivit på för portugisiska SL Benfica.
Sedan sommaren 2024 är han assisterande tränare för ungerska Pick Szeged.

## Landslagsspel
Källman spelade i ungdomslandslaget och var med och vann brons vid U21-VM 2001 och vann en bronsmedalj i VM. Källman debuterade tidigt i A landslaget redan 2001 men blev inte ordinarie förrän efter att Bengt Johansson slutat som förbundskapten. Källman spelade 10 mästerskapsturneringar för Sverige: EM 2004, VM 2005, EM 2008, VM 2009, EM 2010, VM 2011, OS 2012, EM 2014, VM 2015, och EM 2016.
Säsongen 2008-2009 utsågs Källman till årets handbollsspelare i Sverige. Vid EM 2008 i Norge mot Spanien gjorde Källman ett berömt mål med två sekunder kvar att spela. Spanien hade tagit ut sin målvakt för ett sista anfall, men Sverige vann bollen och kontrade Sverige och Jonas Källman satte bollen i tomt mål och Sverige vann med 27-26. Främsta internationella meriten med svenska landslaget är OS-silvret i OS 2012 i London då han också kom med i all star team som vänstersexa. Källman hade en lång karriär i landslaget hela 16 år 2001-2017. Han var en stark försvarsspelare, och kunde täcka 2:a i försvaret. Han var dessutom duktig som "indian " i ett 5;1 försvar. Förutom detta var han god kantavslutare.

## Nationella meriter i klubblag
- I Spanien Liga Asobal: 5 (2004, 2007–2010)
- I Spanien Copa del Rey: 3 (2002/2003, 2007/2008, 2011/2012)
- I Spanien Copa Asobal: 6 (2003/2004–2010/2011)
- Supercopa de España: 4 (2004/2005, 2007/2008, 2010/2011–2011/2012)
- I Ungern mästare 2018 och 2021